# Vilaiete de Erzurum
O vilaiete de Erzurum (em armênio: Էրզրումի նահանգ; em turco otomano: ولايت ارضروم; romaniz.: Vilâyet-i Erzurum) foi uma divisão administrativa de primeiro nível (vilaiete) do Império Otomano. No início do século XX, supostamente tinha uma área de 29 614 milhas quadradas (76 700 quilômetros quadrados), enquanto os resultados preliminares do primeiro censo otomano de 1885 (publicado em 1908) deram a população de 645 702. A precisão dos números populacionais varia de "aproximados" a "meramente conjecturais", dependendo da região de onde foram coletados.

## História
O eialete de Erzurum foi uma das primeiras províncias otomanas a se tornar um vilaiete após uma reforma administrativa em 1865, e em 1867 foi reformado no vilaiete. Em 1875, foi dividido em seis vilaietes: Erzurum, Vã, Cacari, Bitlisse, Cozate (Dersim) e Carse-Chelder. Em 1888, por uma ordem imperial, Cacari foi unido ao vilaiete de Vã, e Cozate a Mamuretulaziz. As regiões de Carse e Chelder foram perdidas na Guerra Russo-Turca de 1877–1878 e cedidas ao Império Russo.

## Divisões administrativas
Sanjacos do vilaiete:
- Sanjaco de Erzurum (Erzurum, Passinler, Baiburte, İspir, Terjane, Tortum, Iussufeli, Quie, Narmane, Quenes).
- Sanjaco de Erzinjane (Erzinjane, Pulumur, Refaquie, Iliche, Quemaque).
- Sanjaco de Baiazide (Beiazite, Elesquirte, Diadine, Tutaque, Are).